# شركة أسمنت المنطقة الشرقية
شركة أسمنت المنطقة الشرقية هي شركة مساهمة سعودية تأسست بتاريخ الثالث من ربيع الثاني عام 1403 هـ، ويبلغ رأسمال الشركة ثمانمئة وستين مليون ريال موزعة كالتالي: المؤسسة العامة للتقاعد 10٪، صندوق الاستثمارات العامة 10٪، المؤسسة العامة للتأمينات الاجتماعية 10٪، المواطنين السعوديين 70٪، وأنشأت الشركة بهدف تصنيع مادتي الأسمنت والكلنكر.
إنجازات الشركة
- علامات الجودة التي تم الحصول عليها من قبل منظمة مقاييس المملكة العربية السعودية (SASO).
- تم منح شركة أسمنت المنطقة الشرقية إجمالي نظام الجودة ISO 9001: 2000 .
- تم منح شركة أسمنت المنطقة الشرقية من قبل وزارة الصناعة والكهرباء والصيانة جائزة فورثي عام 1406/1407هـ.
- تم منح شركة أسمنت المنطقة الشرقية جائزة النبات المثالي لعام 1406 هـ.
- فازت شركة أسمنت المنطقة الشرقية بجائزة الملك فهد بن عبد العزيز للمصنع المثالي في بناء قسم المواد في جميع أنحاء المملكة لعام 1414 هـ.
- تم منح شركة أسمنت المنطقة الشرقية جائزة «سعودة» - لعام 2001. وتقدم الجائزة من قبل صاحب السمو الأمير نايف بن عبد العزيز آل سعود، وزير الداخلية ورئيس مجلس القوى العاملة لجهودها في تدريب وتوظيف السعوديين في الشركة.
- إضافة لمساهمة شركة أسمنت المنطقة الشرقية للمشاريع الخيرية والجمعيات الخيرية والجمعيات المهنية في المملكة العربية السعودية.